# Peavey Electronics

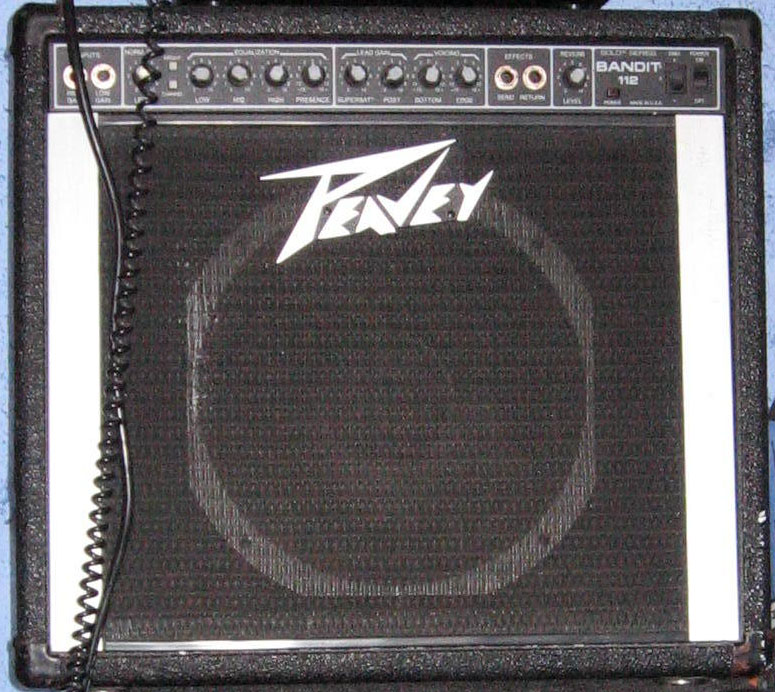
Ampli Peavey Bandit 112.

Peavey Electronics est une société américaine spécialisée dans la fabrication d'équipements audio. Sa filiale Peavey Guitars fabrique des instruments de musique et accessoires.
Le groupe connu mondialement concentre sa production essentiellement autour des guitares électriques, des basses électriques et des amplis. Quelques artistes ont leur nom associé aux produits Peavey comme Ben Wells (Black Stone Cherry), Joe Satriani, Herman Li (Dragonforce), Mike Porcaro (Toto)...